# Merychippus
 Merychippus is een geslacht van uitgestorven zoogdieren uit de familie Equidae, dat voorkwam in Noord-Amerika tijdens het Midden- tot het Laat-Mioceen, 15.97 - 5.33 miljoen jaar geleden.

## Beschrijving
Merychippus leefde in groepen. Het was ongeveer negenentachtig centimeter lang en op dat moment het langste paard dat had bestaan. Het lichaam van dit een meter hoge dier, met een lange nek, lange snuit, zware kop met breed uit elkaar staande ogen, werd gedragen door slanke poten met aan elke voet drie tenen, waarvan de middelste het hele lichaamsgewicht torste. De andere twee tenen waren te kort. De hoogkronige kiezen, die waren afgezet met cement, groeiden levenslang door. De maalvorm van de valse kiezen was identiek aan die van de kiezen. Een veerkrachtig ligament, dat de schedel met de schouder verbond, zorgde ervoor dat de kop moeiteloos kon worden opgetild. Een veerkrachtige pees, die spieren en botten verbond, zorgde ervoor dat de efficiëntie van de beweging optimaal werd benut. Deze constructie werkte als een soort schokdemper, die verhinderde dat de enkel van het dier beschadigd werd, doordat de pees bij samentrekking de schok van elke stap dempte. Het brein was ook veel groter, waardoor het slimmer en wendbaarder werd. Merychippus was een van de eerste paarden met de kenmerkende kopvorm van de huidige paarden.
Het Mioceen was een tijd van drastische veranderingen in het milieu, met bossen die transformeerden in grasvlaktes. Dit leidde tot evolutionaire veranderingen in de hoeven en tanden van paardachtigen. Een verandering van het oppervlak van zachte, ongelijke modder naar harde graslanden betekende dat er minder behoefte was aan een groter oppervlak. De voet werd volledig ondersteund door ligamenten en de middelste teen ontwikkelde zich tot een hoef die geen kussen aan de onderkant had. Bij sommige Merychippus-soorten waren de zijtenen groter, terwijl ze bij anderen kleiner waren geworden en alleen de grond raakten tijdens het rennen. De transformatie naar vlaktes betekende ook dat Merychippus meer fytolietrijke planten begon te consumeren. Dit leidde tot de aanwezigheid van hypsodonte tanden. Dergelijke tanden variëren van gemiddelde tot intense kroonhoogte, zijn gebogen, bedekt met grote hoeveelheden cement en zijn kenmerkend voor grazende dieren. De paardenmaat nam ook toe, met Merychippus die gemiddeld tussen eenenzeventig en 100,6 kilogram lag.

## Leefwijze
Dit dier was een grazer, die zich met alleen maar gras voedde. Het dier trok in kuddeverband over de prairies van Nebraska. Het deelde die habitat met carnivore hond- en katachtigen.

## Vondsten
Resten van dit dier werden gevonden in Nebraska.

## Classificatie
Tegen het einde van het Mioceen-tijdperk was Merychippus een van de eerste snelle grazers. Het gaf aanleiding tot minstens negentien verschillende soorten grazers, die kunnen worden onderverdeeld in drie grote groepen. Deze uitbarsting van diversificatie wordt vaak de 'Merychippine-straling' genoemd. De eerste was een serie drievingerige grazers die bekend staan als Hipparions. Deze waren zeer succesvol en opgesplitst in vier geslachten en ten minste zestien soorten, waaronder kleine en grote grazers en bladeters met grote en uitgebreide gezichtsfossae. De tweede was een groep kleinere paarden, bekend als protohippines, waaronder Protohippus en Calippus. De laatste was een lijn van 'echte paardachtigen' waarin de zijtenen kleiner waren dan die van andere protopaarden. In latere geslachten gingen deze helemaal verloren als gevolg van de ontwikkeling van zijbanden die hielpen bij het stabiliseren van de middelste teen tijdens het hardlopen.

## Soorten
- M. brevidontus † Bode 1934
- M. calamarius † Cope 1875
- M. californicus † Merriam 1915
- M. coloradense † Osborn 1918
- M. eohipparion † Osborn 1918
- M. eoplacidus † Osborn 1918
- M. goorisi † MacFadden & Skinner 1981
- M. gunteri † Simpson 1930
- M. insignis † Leidy 1856
- M. patrusus † Osborn 1918
- M. primus † Osborn 1918
- M. proparvulus † Osborn 1918
- M. quartus † Stirton 1940
- M. quintus † Kelly & Lander 1988
- M. relictus † Cope 1889
- M. republicanus † Osborn 1918
- M. secundus † Abel 1928
- M. sejunctus † Cope 1874
- M. sphenodus † Cope 1889
- M. stevensi † Daugherty 1940